# Unfaithfully Yours (1948)
Unfaithfully Yours is een Amerikaanse filmkomedie uit 1948 onder de regie van Preston Sturges. Destijds werd de film in Nederland uitgebracht onder de titel Achterdocht.

## Verhaal
De Britse symfoniedirigent Alfred De Carter is ervan overtuigd dat zijn vrouw hem bedriegt. Tijdens een concert bedenkt hij drie manieren om haar uit de weg te ruimen. Het is echter niet zo simpel om zijn plannen in de praktijk om te zetten.

## Rolverdeling
| Acteur           | Personage                |
| ---------------- | ------------------------ |
| Rex Harrison     | Alfred De Carter         |
| Linda Darnell    | Daphne De Carter         |
| Rudy Vallee      | August Henshler          |
| Barbara Lawrence | Barbara Henshler         |
| Kurt Kreuger     | Tony Windborn            |
| Lionel Stander   | Hugo Standoff            |
| Edgar Kennedy    | Detective Sweeney        |
| Al Bridge        | Beveiligingsfunctionaris |
| Julius Tannen    | O'Brien                  |
| Torben Meyer     | Dr. Schultz              |